# Aristostomias xenostoma
Aristostomias xenostoma és una espècie de peix de la família dels estòmids i de l'ordre dels estomiformes.

## Morfologia
- Els mascles poden assolir 15 cm de longitud total.[3][4]

## Hàbitat
És un peix marí i d'aigües tropicals.

## Distribució geogràfica
Es troba a l'Atlàntic oriental (des de Mauritània fins a Angola), l'Atlàntic occidental (des del Golf de Mèxic fins al Brasil, incloent-hi el Carib), l'Índic (5°N-15°S), el Mar de la Xina Meridional i el Pacífic oriental.